# Alphonso Taft
Alphonso Taft (Townshend, 5 de novembro de 1810 – San Diego, 21 de maio de 1891) foi um jurista, diplomata e político norte-americano que serviu no Gabinete Presidencial de Ulysses S. Grant, primeiro como Secretário da Guerra em 1876 e depois como Procurador-Geral de 1876 a 1877.
Como Secretário de Guerra, Taft reformou o departamento de guerra, permitindo que os comandantes em fortes indianos escolhessem quem poderia trabalhar com atividades de comercio. Enquanto servia como procurador geral, fortemente considerou que os afro-americanos não deveriam ter seu direito de voto negado por meio de intimidação e violência. A Procuradoria Geral de Taft propôs um projeto de lei no Congresso Nacional, assinado em lei pelo Presidente Grant, que criou a Comissão de Eleições que instalou a controversa eleição de Hayes-Tilden.
Em 1882, Taft foi nomeado como ministro para a Áustria-Hungria por Chester A. Arthur em 1882. Serviu até 4 de julho de 1884, e foi então transferido pelo presidente Arthur para ministro da Rússia, em São Petersburgo, servindo até agosto de 1885. Taft tinha a reputação de servir escritórios políticos com integridade e caráter.

## Início da vida
Nascido em Townshend, Vermont, filho de Peter Rawson Taft da poderosa Família Taft, formou-se no Yale College em 1833, onde também foi tutor de 1835 a 1837. Em Yale, ele e seu colega William Huntington Russell fundaram a Skull and Bones, a proeminente sociedade sênior. Em seguida, estudou Direito na Faculdade de Direito de Yale, foi admitido no bar de Connecticut, em 1838, mudou-se para Cincinnati, em 1839, onde era membro do Conselho da Cidade de Cincinnati, e se tornou um dos cidadãos mais influentes de Ohio. Era um membro do conselho de curadores da Universidade de Cincinnati e do Yale College.

## Vida política
Era um delegado para o Convenção Nacional Republicana em 1856, e, também nesse ano, fez uma corrida mal sucedida para o Câmara dos Deputados dos Estados Unidos contra George H. Pendleton. Ele foi um juiz do Tribunal Superior de Cincinnati (1866-1872) quando renunciou para exercer a advocacia com dois de seus filhos. Ele foi o primeiro presidente da Cincinnati Bar Association, servindo em 1872. Em uma famosa reunião da família Taft em 1874 em Elmshade, em Uxbridge, Alphonso fez um discurso apaixonado sobre sua história familiar e as origens de seu pai nesta comunidade, conforme registrado em sua biografia.

## Família
Alphonso foi casado duas vezes. Sua primeira esposa foi a filha do juiz Charles Phelps, de Townshend, Vermont, chamada Fanny, com quem se casou em 1841 e com quem teve cinco filhos, três dos quais morreram na infância. Ela morreu em 1851. Em 26 de dezembro de 1853, casou-se novamente com Louisa “Louise” Maria Torrey, a filha de Davenport Samuel Torrey, de Millbury, Massachusetts. Eles também tiveram cinco filhos, um dos quais morreram na infância.